# Tremophora
Tremophora là một chi bướm đêm thuộc phân họ Tortricinae của họ Tortricidae.

## Các loài
- Tremophora alopex Diakonoff, 1953
- Tremophora carycina Diakonoff, 1953
- Tremophora coniortus Diakonoff, 1953
- Tremophora guttulosa Diakonoff, 1953
- Tremophora microplecta Diakonoff, 1953
- Tremophora scintillans Diakonoff, 1953